# ФК ЦСКА Софија
ФК ЦСКА Софија (буг. ПФК ЦСКА София) је бугарски професионални фудбалски клуб из Софије и тренутно игра у Првој лиги Бугарске. ЦСКА је скраћеница од Централни спортски клуб војске (буг. Централен спортен клуб на армията). Домаћи стадион ЦСКА је стадион Бугарске армије. Клуб је званично основан 5. маја 1948, а до сада је освојио 31 лигашку титулу и 21 титула националног купа.

## Највећи успеси

### Национални
- Првенство Бугарске
  - Првак (31) : 1948, 1951, 1952, 1954, 1955, 1956, 1957, 1958, 1959, 1960, 1961, 1962, 1966, 1969, 1971, 1972, 1973, 1975, 1976, 1980, 1981, 1982, 1983, 1987, 1989, 1990, 1992, 1997, 2003, 2005, 2008.
- Трећа лига Бугарске
  - Победник (1) : 2016.
- Куп Бугарске
  - Победник (21) : 1951, 1954, 1955, 1961, 1965, 1969, 1972, 1973, 1974, 1983, 1985, 1987, 1988, 1989, 1993, 1997, 1999, 2006, 2011, 2016, 2021.
- Бугарски куп (незванични турнир)
  - Победник (1) : 1981.
- Куп совјетске армије
  - Победник (4) : 1985, 1986, 1989, 1990.
- Бугарски суперкуп
  - Победник (4) : 1989, 2006, 2008, 2011.

### Међународни
- Европски куп/Лига шампиона
  - Полуфинале (1967. против Интера, 1982. против Бајерн Минхена)
  - Четвртфинале (1956. против Црвене звезде, 1974. против Бајерн Минхена, 1981. против Ливерпула, 1990. против Олимпик Марсеја)
- УЕФА Лига Европе
  - Групна фаза (2009,2010, 2020)
- УЕФА куп
  - Осмина финала (1999. против Атлетико Мадрида)
  - Групна фаза (2005.)
- Куп победника купова
  - Полуфинале (1989. против Барселоне)

Највеће победе у европским такмичењима:
- УЕФА Лига шампиона - 8:1 у сезони 1956/57. против Динамо Букурешта
- УЕФА куп - 8:0 у сезони 2000/2001. против Конструкторула
- УЕФА Куп победника купова - 9:0 у сезони 1970/71. против Хаке

## Стадион
Стадион „Бугарске армије“ је саграђен у периоду 1965-1967. на месту претходног стадиона, „Атлетик парка“. Налази се у Борисовој градини (Борисовом парку), у центру Софије. Стадион има четири сектора са укупно 22.995 седишта, од чега је 2.100 покривено. Величина терена је 105 X 66 метара. Спортски комплекс такође укључује и тениске терене, кошаркашке терене и гимнастичке објекте, као и Музеј славе ЦСКА.
13. октобра 2009. је потврђено да ће градња новог стадиона почети 1. фебруара 2010. Садашњи стадион ће бити срушен, а на том месту ће се изградити нови модерни стадион капацитета 30.000 места.

## Тренери
| - 1948. Константин Николов - 1948–1964. Крум Милев - 1964–1965. Григориј Пинајчев - 1965–1969. Стојан Ормаџијев - 1969–1974. Манол Манолов, Никола Ковачев - 1974–1975. Манол Манолов - 1975–1977. Серги Јоцов - 1977–1979. Никола Ковачев - 1979–1982. Аспарух Никодимов - 1982–1983. Аспарух Никодимов, Стефан Бошков, Борис Станков - 1983–1984. Апостол Чачевски, Манол Манолов - 1984–1985. Манол Манолов - 1985–1986. Серги Јоцов, Димитар Пенев - 1986–1990. Димитар Пенев - 1990–1992. Аспарух Никодимов - 1992–1993. Аспарух Никодимов, Цветан Јончев - 1993–1994. Ђоко Хаџијевски, Борис Гаганелов | - 1994–1995. Божил Колев, Цветан Јончев, Спас Џевизов, Христо Андонов, Цветан Атанасов - 1995–1996. Пламен Марков, Георги Васиљев - 1996–1997. Георги Васиљев - 1997–1998. Георги Васиљев, Петар Зехтински - 1998–2000. Димитар Пенев - 2000. Спас Џевизов, Александар Станков - 2000. Енрико Катузи, Александар Станков - 2001. Аспарух Никодимов - 2001–2002. Луиђи Симони - 2002–2004. Стојчо Младенов, Александар Станков - 2004–2005. Ферарио Спасов - 2005–2006. Миодраг Јешић - 2006–2007. Пламен Марков - 2007–2008. Стојчо Младенов - 2008-2009. Димитар Пенев - 2009-тренутно Љубослав Пенев - Saša Ilić |